# De schat van de zeerover (film)
De schat van de zeerover is een speelfilm (1968) die gemaakt is rond het personage Jommeke van Jef Nys. Het is een verfilming van het gelijknamig stripalbum De schat van de zeerover.

## Geschiedenis
Een zoon van Jef Nys speelde destijds de hoofdrol als Jommeke. Filiberke werd eveneens door één van zijn zonen vertolkt. Ook andere familieleden en vrienden van Jef Nys werkten mee aan de film. Nys monteerde nachtenlang omdat een eigen film een van zijn dromen was. Het resultaat was niet meer dan verdienstelijk amateurswerk. Jef Nys zelf is ook in de film te horen als de stem van papegaai Flip.
Aan het eind van de film is er ook nog een interview met Jef Nys en een reportage over de Jommekesdag te zien.

## Verhaal
Filiberke verjaart en Jommeke wil hem verrassen met een tof cadeau. Maar er is een groot probleem. De spaarpot van Jommeke is leeg. Op zoek naar een cadeau vindt Jommeke in een vuilnisemmer iets heel leuks voor zijn beste vriend. Doch, ze ontdekken echter iets geheimzinnigs aan zijn cadeau? Het is een soort code. Na wat zoekwerk leidt de code naar een schat. Een stroper wil roet in het eten gooien.